# South Shields
South Shields ist eine Hafenstadt im Distrikt South Tyneside des Metropolitan Countys Tyne and Wear in North East England mit etwa 83.700 Einwohnern.
Die Stadt besitzt einen Seehafen an der Mündung des Tyne in die Nordsee. Zur Industrie gehören die Herstellung von Maschinen, Stahlerzeugnissen und Schiffen.
80 n. Chr. wurde der römische Stützpunkt Arbeia in der Nähe von South Shields errichtet, wo sich heute eine Ausgrabungsstätte befindet. Dort fand man einen Altar mit einer Weiheinschrift des Gottes Alator. Die moderne Stadt wurde im 13. Jahrhundert gegründet.
South Shields ist der Sitz der Textilfirma Barbour, die durch ihre Wachstuchjacken weltweit bekannt wurde.

## Persönlichkeiten
- William Fox (1812–1893), englisch-neuseeländischer Politiker und 2. Premierminister von Neuseeland
- James Mann Williamson (1849–1901), Arzt
- Ernest Thompson Seton (1860–1946), Naturforscher, Schriftsteller, Maler und Illustrator
- Andrew Stoddart (1863–1915), Cricketspieler
- John Pratt (1873–1952), Politiker
- Flora Robson (1902–1984), Schauspielerin
- Stanley Mortensen (1921–1991), Fußballspieler
- Ridley Scott (* 1937), Filmregisseur
- Lindsay Kemp (1938–2018), Tänzer, Pantomime, Schauspieler und Regisseur
- Frank Williams (1942–2021), Unternehmer, Haupteigentümer und Teamchef des Formel-1-Rennstalls Williams
- Eric Idle (* 1943), Mitglied der Gruppe Monty Python
- John N. Gray (* 1948), Philosoph und Autor
- Mike Allen (* 1949), Fußballspieler
- Tish Murtha (1956–2013), Fotografin
- Colin T. Dawson (* 1960), Jazztrompeter und Sänger
- Jared Deacon (* 1975), Sprinter und Hürdenläufer
- Sarah Millican (* 1975), britische Komikerin
- Steve Simonsen (* 1979), Fußballspieler
- Amanda Lightfoot (* 1987), Biathletin und zweifache Olympiateilnehmerin
- Joe McElderry (* 1991), Popsänger
- Blair Adams (* 1991), Fußballspieler
- Curtis Main (* 1992), Fußballspieler
- Jade Amelia Thirlwall (* 1992), Popsängerin (Little Mix)
- Perrie Louise Edwards (* 1993), Popsängerin (Little Mix)
- Callum Roberts (* 1997), Fußballspieler